# Кондратьєв Павло Овсійович
Павло Євсемович Кондратьєв (8 січня 1924, Москва — 11 червня 1984 Ленінград) — радянський шахіст і тренер, майстер спорту СРСР (1950).

## Біографія
З дитинства грав в шахи. Був членом юнацької збірної Москви. У 1942 покликаний у флот. Учасник Німецько-радянської війни. Після демобілізації в 1950 переїхав до Ленінграду, працював тренером в Будинку піонерів Ленінського району, наприкінці життя — державним тренером Спорткомітету СРСР. Був одним з ведучих телевізійного журналу «Шахи». Серед його учнів — Ірина Левітіна і Валерій Салов.
Учасник 9 чемпіонатів Ленінграду, в 1956 став чемпіоном.

## Книжки
- Захист Беноні. Москва : Фізкультура і спорт, 1981. 224 с. (Теорія дебютів). (У співавторстві з Ю. С. Столяром)
- Позиційна жертва. Москва: Фізкультура і спорт, 1983. 96 с. (Бібліотека шахіста).
- Слов'янський захист. Москва: Фізкультура і спорт, 1985. 240 с. (Теорія дебютів).